# Arrondissement di Le Vigan
L'arrondissement di Le Vigan è un arrondissement dipartimentale della Francia situato nel dipartimento del Gard, nella regione dell'Occitania.

## Storia
Fu creato nel 1800, sulla base dei preesistenti distretti.

## Composizione
L'arrondissement è composto da 75 comuni raggruppati in 10 cantoni:
- cantone di Alzon
- cantone di Lasalle
- cantone di Le Vigan
- cantone di Quissac
- cantone di Saint-André-de-Valborgne
- cantone di Saint-Hippolyte-du-Fort
- cantone di Sauve
- cantone di Sumène
- cantone di Trèves
- cantone di Valleraugue